# Алгебра над полем
Алгебра над полем — векторное пространство, снабжённое билинейным произведением. Это значит, что алгебра над полем является одновременно векторным пространством и кольцом, причём эти структуры согласованы. Обобщением этого понятия является алгебра над кольцом, которая, вообще говоря, является не векторным пространством, а модулем над некоторым кольцом.
Алгебра называется ассоциативной, если операция умножения в ней ассоциативна; соответственно, алгебра с единицей — алгебра, в которой существует нейтральный относительно умножения элемент. В некоторых учебниках под словом «алгебра» подразумевается «ассоциативная алгебра», однако неассоциативные алгебры также представляют определённую важность.

## Определение
Пусть {\displaystyle A} — векторное пространство над полем {\displaystyle K}, снабжённое операцией {\displaystyle A\times A\to A}, называемой умножением. Тогда {\displaystyle A} является алгеброй над {\displaystyle K}, если для любых {\displaystyle x,y,z\in A,\;a,b\in K} выполняются следующие свойства:
- {\displaystyle (x+y)\cdot z=x\cdot z+y\cdot z}
- {\displaystyle x\cdot (y+z)=x\cdot y+x\cdot z}
- {\displaystyle (ax)\cdot (by)=(ab)(x\cdot y)}.

Эти три свойства можно выразить одним словом, сказав, что операция умножения является билинейной. В случае алгебр с единицей часто дают следующее эквивалентное определение:
Алгебра с единицей над полем {\displaystyle K} — это кольцо с единицей {\displaystyle A}, снабжённое гомоморфизмом колец с единицей {\displaystyle f:K\to A}, таким, что {\displaystyle f(K)} принадлежит центру кольца {\displaystyle A} (то есть множеству элементов, коммутирующих по умножению со всеми остальными элементами). После этого можно считать, что {\displaystyle A} является векторным пространством над {\displaystyle K} со следующей операцией умножения на скаляр {\displaystyle \alpha \in K}: {\displaystyle \alpha x=f(\alpha )\cdot x}.

### Связанные определения
Гомоморфизм {\displaystyle K}-алгебр — это {\displaystyle K}-линейное отображение, такое что {\displaystyle f(ab)=f(a)\cdot f(b)} для любых {\displaystyle a,b} из области определения.
Подалгебра алгебры над полем {\displaystyle K} — это линейное подпространство, такое что произведение любых двух элементов из этого подпространства снова ему принадлежит. Другими словами, подалгеброй {\displaystyle U} линейной алгебры {\displaystyle R} над полем {\displaystyle P} называется её подмножество если оно является подкольцом кольца {\displaystyle R} и подпространством линейного пространства {\displaystyle R}. Элемент алгебры называется алгебраическим, если он содержится в конечномерной подалгебре.
Алгебра называется алгебраической, если все её элементы алгебраические.
Левый идеал {\displaystyle K}-алгебры — линейное подпространство, замкнутое относительно умножения слева на произвольный элемент кольца. Соответственно, правый идеал замкнут относительно правого умножения; двусторонний идеал — идеал, являющийся левым и правым. Единственное отличие этого определения от определения идеала кольца — это требование замкнутости относительно умножения на элементы поля, в случае алгебр с единицей это требование выполняется автоматически.
Алгебра с делением — алгебра над полем, такая что для любых её элементов {\displaystyle a\neq 0} и {\displaystyle b} уравнения {\displaystyle ax=b} и {\displaystyle ya=b} разрешимы. В частности, ассоциативная алгебра с делением, имеющая единицу, является телом.
Центр алгебры {\displaystyle A} — множество элементов {\displaystyle a\in A}, таких что {\displaystyle xa=ax} для любого элемента {\displaystyle x\in A}.

## Примеры

### Ассоциативные алгебры
- Комплексные числа естественным образом являются двумерной алгеброй над вещественными числами.
- Кватернионы являются четырёхмерной алгеброй над вещественными числами.
- Предыдущие два примера являются полем и телом соответственно, и это не случайно: любая конечномерная алгебра над полем, не имеющая делителей нуля, является алгеброй с делением. Действительно, умножение на {\displaystyle x} слева является линейным преобразованием этой алгебры как векторного пространства, у этого преобразования нулевое ядро (так как {\displaystyle x} не является делителем нуля), следовательно, оно сюръективно; в частности, существует прообраз произвольного элемента {\displaystyle b}, то есть такой элемент {\displaystyle y}, что {\displaystyle xy} = {\displaystyle b}. Второе условие доказывается аналогично.
- Коммутативная (и бесконечномерная) алгебра многочленов {\displaystyle K[x]}.
- Алгебры функций, такие как {\displaystyle \mathbb {R} }-алгебра вещественнозначных непрерывных функций, определённых на интервале (0, 1), или {\displaystyle \mathbb {C} }-алгебра голоморфных функций, определённых на зафиксированном открытом подмножестве комплексной плоскости.
- Алгебры линейных операторов на гильбертовом пространстве.

### Неассоциативные алгебры
- Алгебры Кэли, или октавы.
- Общие алгебры Ли.
- Йордановы алгебры.
- Альтернативные алгебры.

## Структурные коэффициенты
Умножение в алгебре над полем однозначно задаётся произведениями базисных векторов. Таким образом, для задания алгебры над полем {\displaystyle K} достаточно указать её размерность {\displaystyle n} и {\displaystyle n^{3}} структурных коэффициентов {\displaystyle c_{i,j,k}}, являющихся элементами поля. Эти коэффициенты определяются следующим образом:
{\displaystyle \mathbf {e} _{i}\mathbf {e} _{j}=\sum _{k=1}^{n}c_{i,j,k}\mathbf {e} _{k}}
где {\displaystyle (e_{1},e_{2},\ldots e_{n})} — некоторый базис {\displaystyle A}. Различные множества структурных коэффициентов могут соответствовать изоморфным алгебрам.
Если {\displaystyle K} — только коммутативное кольцо, а не поле, это описание возможно, только когда алгебра {\displaystyle A} является свободным модулем.